# نقشارة بالاس
نقشارة بالاس (الاسم العلمي: Phylloscopus  proregulus) (بالإنجليزية: Pallas's  Leaf  Warbler)‏ هو طائر ينتمي إلى (فصيلة: Phylloscopidae).